# Bahía Lomas
Bahia Lomas (zu deutsch: Lomas-Bucht) ist ein marines Küsten-Feuchtgebiet in der östlichen Mündung der Magellanstraße im Süden Chiles, es gehört zur Gemeinde Primavera in der Región de Magallanes y de la Antártica Chilena, Provinz Tierra del Fuego.
Die Bucht liegt an der Nordküste der Isla Grande de Tierra del Fuego, der Hauptinsel des Feuerland-Archipels an der Südspitze von Südamerika zwischen dem Kap „Punta Catalina“ im Osten und „Punta Anegada“ im Westen. 2004 wurde die Bucht als neuntes chilenisches Feuchtgebiet von internationaler Bedeutung und als wichtiges Vogelschutzgebiet zu einem Ramsar-Gebiet erklärt. Das Gebiet mit einem etwa 69 km langen Strand ist durch einen starke Gezeitenaktivität (von bis zu 7 m Tidenhub) und große Salzwiesen gekennzeichnet. Es wurde bis zur Auflösung der Behörde von der nationalen Umweltkommission (Comisión Nacional del Medio Ambiente, CONAMA) verwaltet und wird seit 2010 vom chilenischen Umweltministerium (Ministerio del Medio Ambiente, MMA) betreut.
Das Gebiet wird von Süden her von mehreren Flüssen (hauptsächlich dem Río Side und Río Pantano) mit Süßwasser gespeist und weist durch die heftigen Gezeiten einen breiten Streifen Wattenmeer auf, welcher zu den größten Südamerikas gehört. Oberhalb der Hochwassermarke befindet sich eine von schlammigen Kanälen durchzogene sandige Ebene, die geprägt von den plötzlichen Wetterumschwüngen und starken Winden eines der wichtigsten Überwinterungsgebiete für wandernde Küstenvögel bildet. In dem sehr dünn besiedelten Gebiet wurden u. a. durch archäologische Funde die frühere Nutzung und Bewirtschaftung durch die Selk’nam nachgewiesen. Die Durchschnittstemperaturen liegen im Sommer (Dezember bis März) zwischen 6 und 12 °C, während sie im Winter (Juni bis August) auf etwa −1 °C fallen können.

## Flora und Fauna
Das Areal wurde 2009 vom „Hemispheric Shorebird Reserve Network“ als „hemisphärischer Standort“ ausgewiesen, da hier mehr als 50 % der Weltpopulation des amerikanischen Knutt (Unterart Calidris canutus rufa) und etwa 23 % der Hudsonschnepfe (Limosa haemastica) überwintern. Es wird seit 2015 vom BirdLife International als eines der wichtigsten Vogelgebiete (Important Bird Areas) Südamerikas gelistet. Neben den Vogelarten wurden in der Bucht auch Strandungen (im Zusammenhang mit einem schnellen Rückgang der Gezeiten) von Walen wie dem Langflossen-Grindwal oder dem Schwarzen Schwertwal gesichtet.

Während die vorkommende Flora durch die Geomorphologie und das Vorhandensein von Wasserläufen beeinflusst wird, besteht sie hauptsächlich aus Gemeinschaften von Gräsern und Seggen sowie feuchten Wiesen und hygrophytischen Staudengemeinschaften, welche zum Inland hin in Dünen, Buschland und der in Feuerland typischen Steppenlandschaft übergehen. Die wichtigsten in der Bucht vorkommenden meist endemischen Pflanzenarten sind:
| - Baccharis magellanica, - Chiliotrichum diffusum, - Festuca gracillima var. patagonica, - Festuca pallescens, - Lepidophyllum cupressiforme, - Salicornia ambigua, - Senecio patagonicus, - Suaeda patagonica, | Festuca pallescens · Salicornia ambigua | Baccharis magellanica · Senecio patagonicus |

Zu den wichtigsten hier vorkommenden wandernden und heimischen Küstenvogelarten gehören einige streng geschützte und weltweit gefährdete Vögel:

| - Bairdstrandläufer (Calidris bairdii) - Braunmantel-Austernfischer (Haematopus palliatus) - chilenischer Flamingo (Phoenicopterus chilensis) - Dominikanermöwe (Larus dominicanus) - Falkland-Regenpfeifer (Charadrius falklandicus) - Feuerland-Austernfischer (Haematopus leucopodus) - Hudsonschnepfe (Limosa haemastica) - Knutt (Calidris canutus rufa) - Magellanregenpfeifer (Pluvianellus socialis) - Regenbrachvogel (Numenius phaeopus) - Rotbrust-Regenpfeifer (Charadrius modestus) - Sanderling (Calidris alba) - Weißbürzel-Strandläufer (Calidris fuscicollis) | Bairdstrandläufer (Calidris bairdii) · Braunmantel-Austernfischer (Haematopus palliatus) | Knutt (Unterart Calidris canutus rufa) · Hudsonschnepfe (Limosa haemastica) |

## Umwelt und Forschung
In den letzten Jahren hat sich eine Reihe von privaten und staatlichen Akteuren für den wirksamen Schutz und die effektive Erhaltung der Bahía Lomas eingesetzt. So wurde in Punta Arenas ab 2012 ein Forschungszentrum „Centro Bahía Lomas“ eingerichtet. Das Zentrum arbeitet eng mit der Außenstelle der Universidad Santo Tomás und der Forschungsabteilung des staatlichen Ölunternehmen „Empresa Nacional del Petróleo“ (ENAP), welches Ölplattformen in der Umgebung der Bahía Lomas betreibt, zusammen. Dabei wurden einige Forschungsarbeiten veröffentlicht, welche u. a. helfen Strategien zur Verringerung der Bedrohungen für das Gebiet zu entwickeln. Zu den wichtigsten Akteuren dabei gehören:
- Manomet – Center for Conservation Sciences[12]
- Western Hemisphere Shorebird Reserve Network[13]
- Centro de Rehabilitación de Aves Leñadura[14]
- Agrupación Ecológica Patagónica[15]
- Asociación de Investigadores Museo de Historia Natural Río Seco[16][17]